# Сарморија (Ђенова)
Сарморија је насеље у Италији у округу Ђенова, региону Лигурија.
Према процени из 2011. у насељу је живело 12 становника. Насеље се налази на надморској висини од 586 м.